# Colonia Flores del Rincón
Colonia Flores del Rincón är en ort i kommunen Ocoyoacac i delstaten Mexiko i Mexiko. Samhället hade 271 invånare vid folkräkningen år 2020.